# Fabio Massimo Castaldo

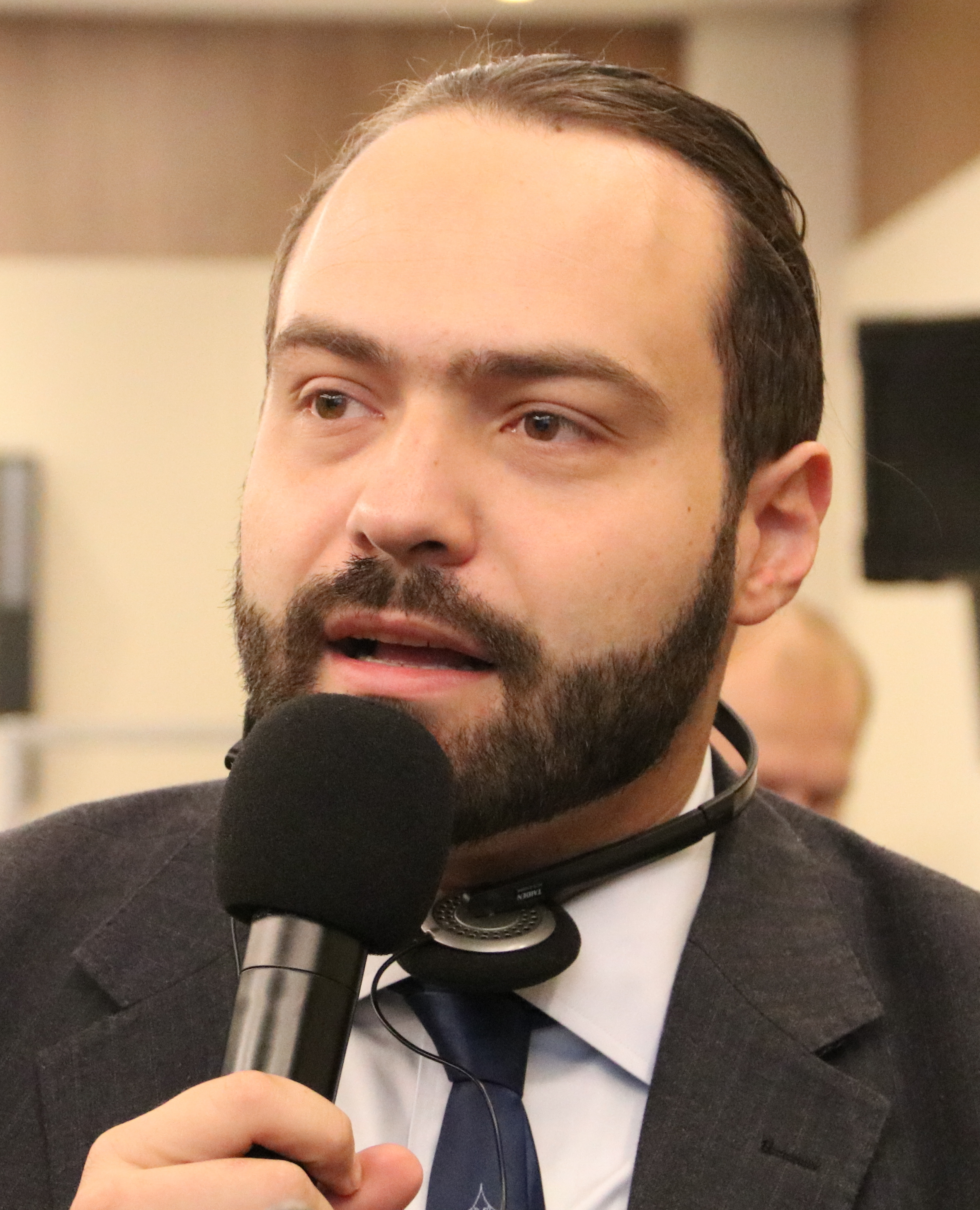
Fabio Massimo Castaldo em 2016

Fabio Massimo Castaldo (nascido em 18 de setembro de 1985 em Roma) é um político italiano que actua no Parlamento Europeu desde 2014.
No dia 15 de novembro de 2017 foi eleito vice-presidente do Parlamento Europeu para substituir Alexander Graf Lambsdorff, tornando-se o mais jovem vice-presidente de sempre na história da instituição.

Ele foi reeleito MEP na eleição de 2019 para o PE.